# 鳥谷部健一
鳥谷部 健一（とりやべ けんいち、1979年11月4日 - ）は、千葉県我孫子市出身の元プロ野球選手（投手）。右投左打。

## 経歴
地元の少年野球チーム・ブラックバードで野球を始める。我孫子市立白山中学校では市大会準優勝、高校では同期の五十嵐亮太（敬愛学園）とともに県内で大型右腕として注目されるが3年夏は県大会5回戦で敗れた。
1997年度ドラフト会議にて西武ライオンズから3位指名を受けて入団。速球派であった渡辺久信の背番号41を受け継いだ。
長身から投げ下ろすストレートとカーブが武器で期待も非常に大きく、2002年シーズンには監督に就任した伊原春樹に期待され一軍に帯同し、敗戦処理などで起用されるが血行障害などで目立った活躍はできず、2005年シーズン終了後に戦力外通告を受けた。その後トライアウトで中日ドラゴンズの秋季キャンプテストに合格して移籍が決まったが、中日では一軍登板はなく、わずか1シーズンで再び戦力外通告を受けた。
2007年シーズンからはアマ球界に転じ、サウザンリーフ市原でプレーした。2008年シーズンオフに12球団合同トライアウトに参加したが不合格となり、現役を引退。現在は市原市の誠和プラントで勤務している。

## 選手としての特徴
長身から投げ下ろす150km/hを計測することもあるストレートとスライダー・カーブ・フォークを投げる。

## 詳細情報

### 年度別投手成績
| 年 度     | 球 団     | 登 板 | 先 発 | 完 投 | 完 封 | 無 四 球 | 勝 利 | 敗 戦 | セ 丨 ブ | ホ 丨 ル ド | 勝 率 | 打 者 | 投 球 回 | 被 安 打 | 被 本 塁 打 | 与 四 球 | 敬 遠 | 与 死 球 | 奪 三 振 | 暴 投 | ボ 丨 ク | 失 点 | 自 責 点 | 防 御 率 | W H I P |
| --------- | --------- | ----- | ----- | ----- | ----- | -------- | ----- | ----- | -------- | ----------- | ----- | ----- | -------- | -------- | ----------- | -------- | ----- | -------- | -------- | ----- | -------- | ----- | -------- | -------- | ------- |
| 2002      | 西武      | 6     | 0     | 0     | 0     | 0        | 0     | 0     | 0        | --          | ----  | 46    | 10.0     | 12       | 1           | 5        | 0     | 0        | 4        | 1     | 0        | 7     | 5        | 4.50     | 1.70    |
| 2003      | 西武      | 4     | 4     | 0     | 0     | 0        | 2     | 1     | 0        | --          | .667  | 96    | 21.1     | 22       | 3           | 13       | 0     | 1        | 11       | 3     | 0        | 10    | 10       | 4.22     | 1.64    |
| 2004      | 西武      | 3     | 0     | 0     | 0     | 0        | 0     | 0     | 0        | --          | ----  | 21    | 5.0      | 3        | 0           | 3        | 0     | 0        | 6        | 0     | 0        | 1     | 1        | 1.80     | 1.20    |
| 通算：3年 | 通算：3年 | 13    | 4     | 0     | 0     | 0        | 2     | 1     | 0        | --          | .667  | 163   | 36.1     | 37       | 4           | 21       | 0     | 1        | 21       | 4     | 0        | 18    | 16       | 3.96     | 1.60    |

### 記録
- 初登板：2002年4月3日、対大阪近鉄バファローズ3回戦（大阪ドーム）、5回裏に3番手で救援登板、3回無失点
- 初奪三振：2002年4月13日、対福岡ダイエーホークス2回戦（西武ドーム）、10回表に村松有人から
- 初先発登板・初勝利・初先発勝利：2003年8月29日、対オリックス・ブルーウェーブ21回戦（西武ドーム）、5回無失点

### 背番号
- 41 （1998年 - 2005年）
- 70 （2006年）